# Jimmy Miller

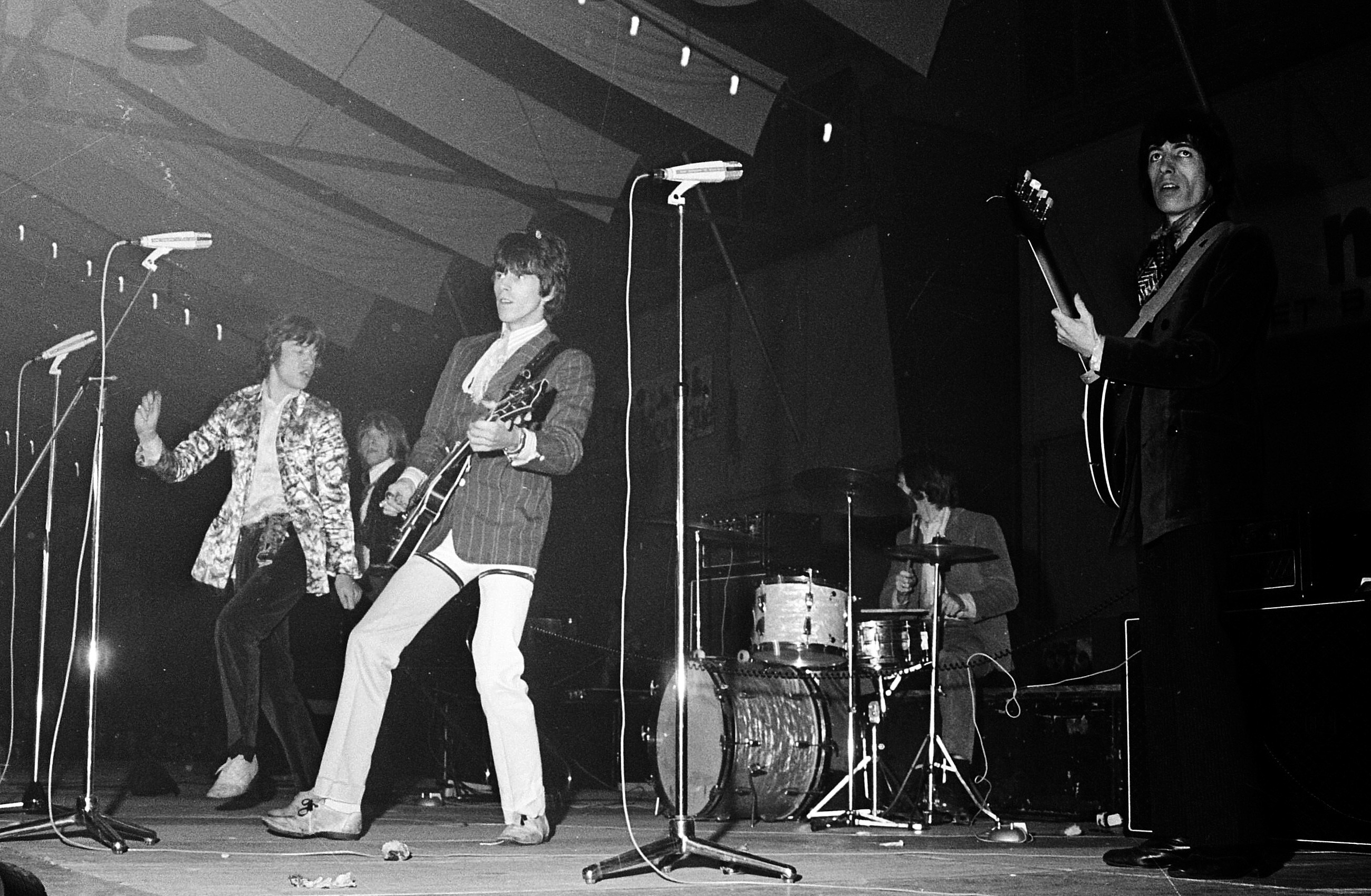
The Rolling Stones 1967

James „Jimmy“ Miller (* 23. März 1942 in Brooklyn, New York; † 22. Oktober 1994 in Denver, Colorado) war ein US-amerikanischer Plattenproduzent und Musiker, der von Mitte der 1960er bis zu den frühen 1990er Jahren zahlreiche Alben für namhafte Musikgruppen produzierte, darunter Blind Faith, Spooky Tooth, Traffic, Motörhead, Plasmatics und Primal Scream. Bekannt ist er insbesondere für seine Zusammenarbeit mit den Rolling Stones, für die er eine Reihe von Singles und Alben produzierte, die zu den erfolgreichsten Werken ihrer Bandkarriere zählen.

## Leben und Werk

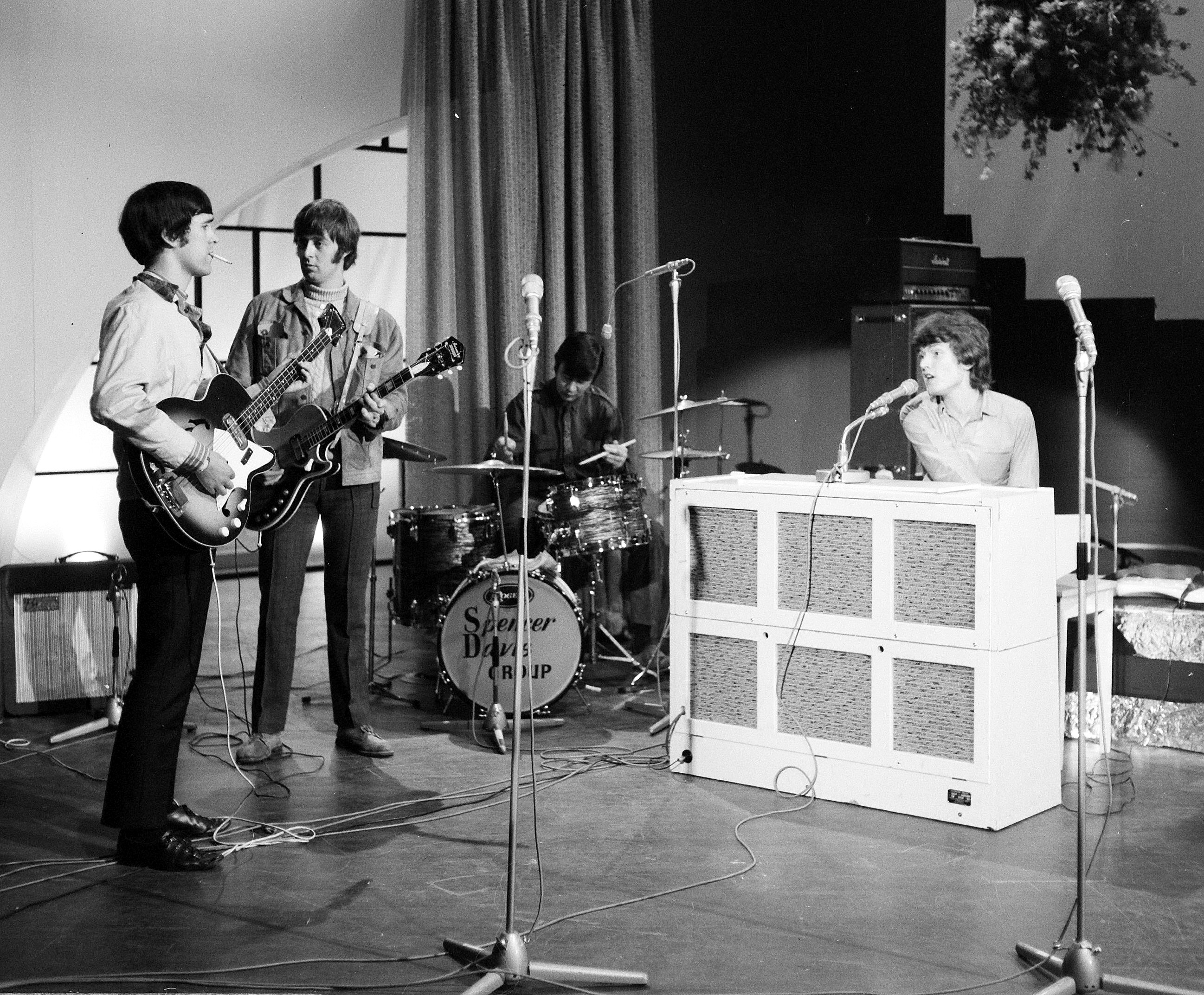
Spencer Davis Group 1966

Miller war der Sohn von Anne Wingate und Bill Miller (1904–2002), einem Unterhaltungsproduzenten russischer Abstammung. Dieser besaß in den 1950er Jahren den Nachtclub Riviera in New Jersey und betrieb später mehrere Casinos in Las Vegas. Bill Miller war dafür bekannt, namhafte Künstler nach Las Vegas zu holen. Sein größter Erfolg bestand darin, 1969 Elvis Presley für Auftritte im International Hotel von Las Vegas zu gewinnen. Jimmy Millers Halbschwester Judith Miller ist eine ehemalige Journalistin der New York Times, die mit dem Pulitzer-Preis ausgezeichnet wurde.
Anfang der 1960er Jahre veröffentlichte Miller einige Singles als Sänger und Musiker und hatte einen Plattenvertrag mit Columbia Records. Dadurch wurde er mit den Abläufen in einem Tonstudio vertraut und beschloss, selbst als Produzent zu arbeiten. Mitte der 1960er Jahre produzierte Miller lokale Soul- und R&B-Gruppen aus New York und New Jersey, darunter George Clinton mit seiner damaligen Band The Parliaments.
1965 komponierte und produzierte Miller die Single Incense, die unter dem Bandnamen The Anglos veröffentlicht wurde. Dadurch wurde Chris Blackwell, der Gründer des Musiklabels Island Records, auf Miller aufmerksam und holte ihn nach London, um den Song Gimme Some Loving von der Spencer Davis Group für den amerikanischen Markt abzumischen. Miller fügte einen Gospel-artigen Begleitgesang hinzu, beschleunigte das Tempo und fügte Percussion und ein Live-Ambiente hinzu, so dass das Lied 1966 zum ersten großen Single-Erfolg der Gruppe in den Vereinigten Staaten wurde. Anschließend produzierte Miller für die Spencer Davis Group ein Album und den Single-Hit I’m a Man, den er zusammen mit dem Sänger und Keyboarder der Band, Steve Winwood, komponiert hatte.

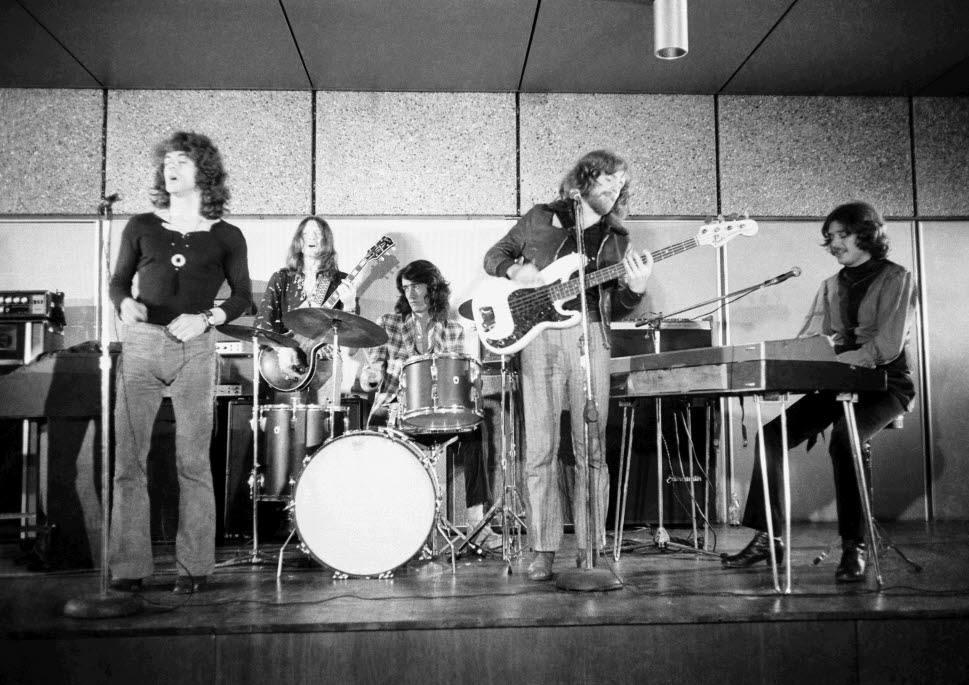
Spooky Tooth 1969

Nachdem sich Steve Winwood 1967 von der Spencer Davis Group getrennt hatte, produzierte Miller die ersten drei Alben von Winwoods neuer Band Traffic und steuerte den Text zum Traffic-Song Medicated Goo bei. In dieser Zeit produzierte Miller auch die ersten beiden Alben von Spooky Tooth, einer Bluesrock-Band aus Großbritannien.
Jimmy Miller hatte die Rolling Stones 1967 in den Olympic Studios in London kennengelernt, als sie im Studio A das Album Their Satanic Majesties Request einspielten und Jimmy Miller im Studio B das Debütalbum Mr Fantasy von Traffic produzierte. Unzufrieden mit dem Ergebnis ihrer Arbeit heuerten sie Miller als neuen Produzenten an, um gemeinsam mit ihm einen neuen Sound zu entwickeln. Die ersten Ergebnisse ihrer Zusammenarbeit waren die Hitsingle Jumpin’ Jack Flash und das Album Beggars Banquet von 1968.

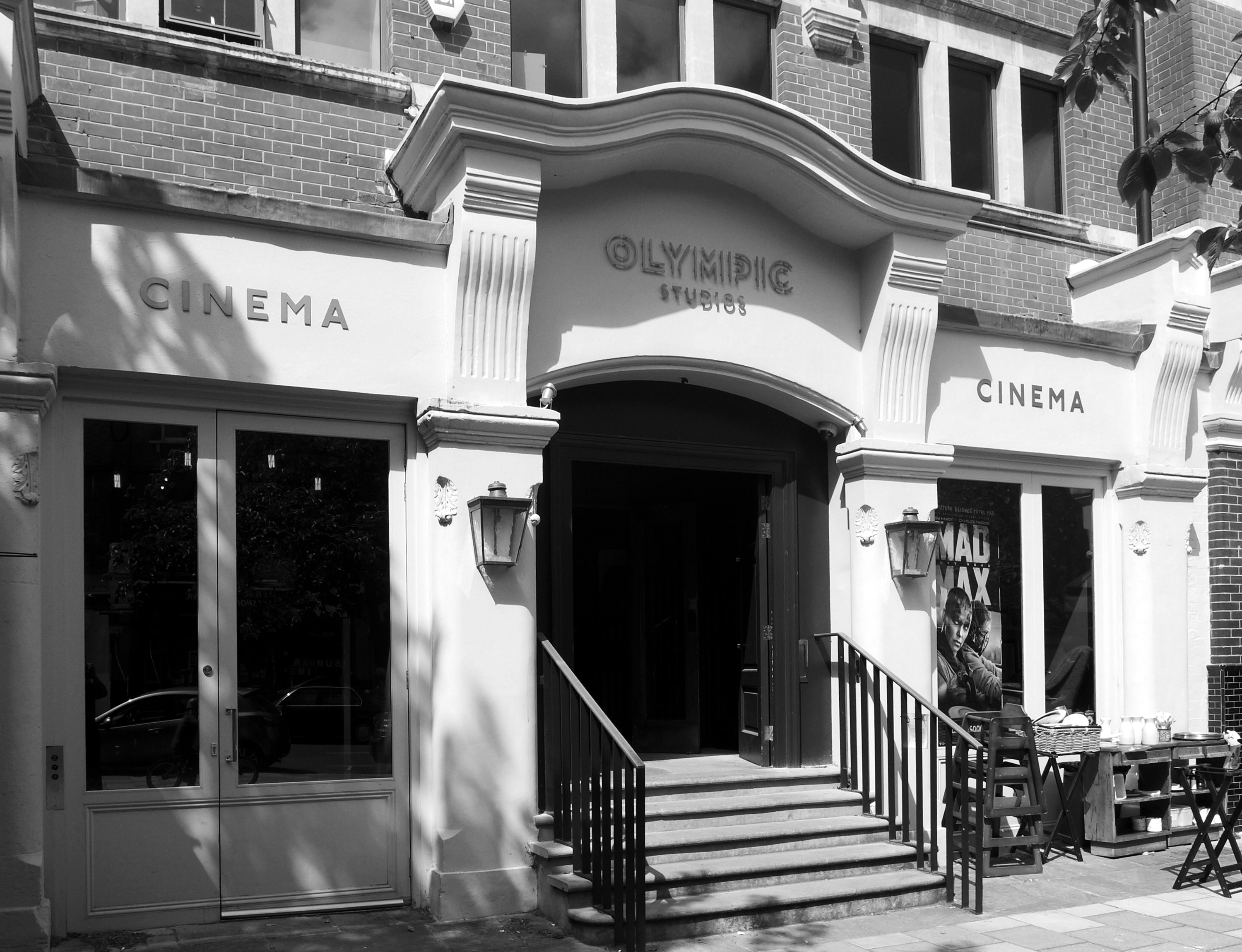
Olympic Studios in London

Miller lieferte auch gelegentlich musikalische Beiträge und Anregungen zu den Liedern der Rolling Stones. So entstand der Samba-Rhythmus von Sympathy for the Devil maßgeblich unter seinem Einfluss. Während der Studioaufnahmen des Songs, die von dem Filmregisseur Jean-Luc Godard festgehalten wurden, kam es zu einem Brand in den Olympic Studios, ausgelöst durch heiße Filmscheinwerfer. Alle Anwesenden flohen aus dem brennenden Studio. Der Bassist der Rolling Stones, Bill Wyman, und der ebenfalls anwesende Jimmy Miller konnten die Tonbänder mit den Aufnahmen retten. Nach den Löscharbeiten der Feuerwehr brachten die beiden die unbeschädigten Tonbänder zurück in den Tresor des Studios.
Weitere erfolgreiche Produktionen von Miller mit den Rolling Stones waren 1969 die Single Honky Tonk Women und das Album Let It Bleed. Im selben Jahr produzierte Miller das einzige Album der Supergruppe Blind Faith um Eric Clapton und Steve Winwood, die auf Anregung der Produzenten Robert Stigwood und Chris Blackwell gegründet worden war. Nach seiner Arbeit mit Blind Faith produzierte Miller zusammen mit Delaney Bramlett das Album On Tour mit Eric Clapton von Delaney & Bonnie, das am 7. Dezember 1969 in der Fairfield Halls in Croydon live aufgenommen wurde. An dieser Aufnahme beteiligt waren auch George Harrison von den Beatles und Bobby Whitlock, für den Miller in den 1970er Jahren Miller zwei Solo-Alben produzierte.

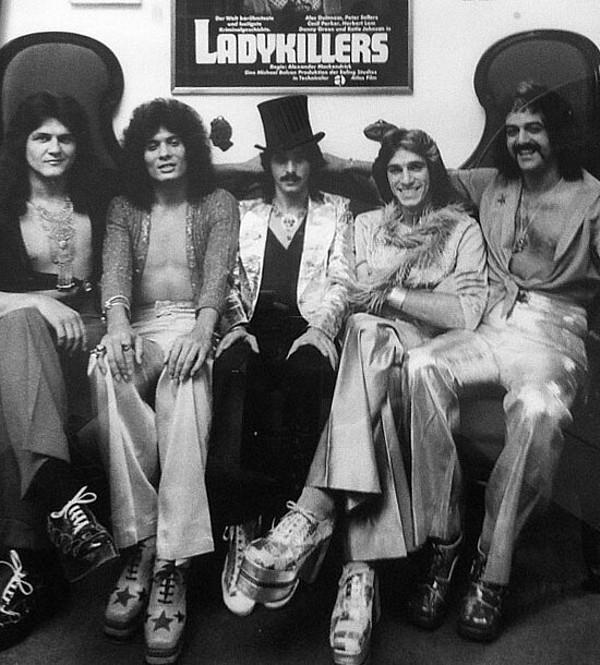
Kracker 1973

Anfang der 1970er Jahre produzierte Jimmy Miller mit der dänischen Progressive-Rock-Band The Savage Rose das Gospel- und Blues-inspirierte Album Refugee. Zu dieser Zeit entdeckte er auch die Band Sky aus Detroit mit dem Frontmann Doug Fieger, der später die Band The Knack gründete. Miller brachte die jungen Bandmitglieder nach London, wo sie im Studio A der Olympic Studios ihr erstes Album einspielten, während im Studio B die Rolling Stones mit Miller das Album Sticky Fingers aufnahmen. Mit den Rolling Stones folgten noch die Produktionen von Exile on Main St (1972) und Goats Head Soup (1973). Die Zusammenarbeit mit den Rolling Stones endete für Miller 1973, nachdem er schwer heroinabhängig und insofern arbeitsunfähig geworden war.
In der Folgezeit kämpfte Miller mit seiner Alkohol- und Drogensucht und produzierte weniger bekannte Bands wie Kracker, Locomotiv GT und Trapeze. Erst Ende der 1970er Jahre überwand Miller zeitweise seine Abhängigkeit und mischte das herausragende Motörhead-Album Overkill ab. Frontmann Lemmy Kilmister gestand Miller einen wesentlichen Anteil an dem Album zu und bezeichnete ihn als das vierte Mitglied von Motörhead. Beim Nachfolgealbum Bomber verfiel Miller allerdings wieder seiner Heroinsucht und vernachlässigte seine Aufgaben als Produzent, so dass es zu keiner weiteren Zusammenarbeit mit Motörhead kam.

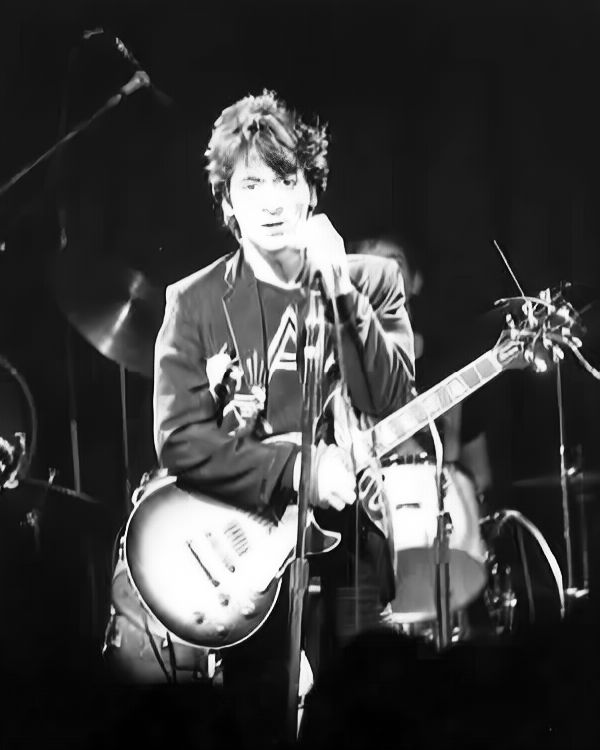
Johnny Thunders um 1980

In den 1980er Jahren wandte sich Miller dem Punk zu und produzierte die Band Plasmatics und den New Yorker Musiker Johnny Thunders. Mitte der 1980er Jahre machte er einige Studioaufnahmen mit Jo Jo Laine, der Ehefrau von Denny Laine, der früher bei den Wings von Paul McCartney Mitglied war. Anfang der 1990er Jahre arbeitete Miller mit der schottischen Band Primal Scream an ihrem Erfolgsalbum Screamadelica und produzierte die Erfolgssingle Movin' On Up. Zu den letzten Produktionen von Miller gehörten drei Tracks der Kompilation Hit Parade 2 von The Wedding Present.
Anfang der 1960er Jahre hatte Miller die Sängerin Gayle Shepherd geheiratet, die Mitglied in der Gesangsgruppe der Shepherd Sisters war. Aus dieser Ehe stammte Deena Miller, die heute als Musikerin und Sängerin arbeitet. Bis Ende der 1970er Jahre war Miller mit Kerri-Anne Kennerley verheiratet, die nach eigener Aussage die Beziehung wegen häuslicher Gewalt beendete. Seine letzte Frau hieß Geraldine, die vor ihm verstarb. Mit ihr hatte er einen Sohn, Michael Miller, der mit 33 Jahren einem Krebsleiden erlag. Jimmy Miller hatte auch einen Stiefsohn, Steven Miller, der ein Sohn seiner letzten Frau Geraldine ist und in Connecticut als Zeitungsfotograf arbeitet.  Jimmy Miller verstarb im Alter von 52 Jahren an einem Leberversagen.

## Diskografie

### Als Musiker (Auswahl)
- 1962: Maybe Tomorrow (But Not Today) / Woman Or Child (Columbia)
- 1963: O.K. / There Is Always A First Time (May)
- 1965: On A Back Street / Break My Heart Break (Counterpoint)

### Als Produzent (Auswahl)
| Jahr | Künstler                 | Album                     |
| ---- | ------------------------ | ------------------------- |
| 1966 | Spencer Davis Group      | The Second Album          |
| 1967 | Traffic                  | Mr. Fantasy               |
| 1968 | Spooky Tooth             | It’s All About            |
| 1968 | Traffic                  | Traffic                   |
| 1968 | The Rolling Stones       | Beggars Banquet           |
| 1969 | Spooky Tooth             | Spooky Two                |
| 1969 | Traffic                  | Last Exit                 |
| 1969 | The Rolling Stones       | Let It Bleed              |
| 1969 | Blind Faith              | Blind Faith               |
| 1970 | Delaney & Bonnie         | On Tour with Eric Clapton |
| 1970 | Ginger Baker’s Air Force | Ginger Baker’s Air Force  |
| 1970 | Sky                      | Don’t Hold Back           |
| 1970 | Sky                      | Sailor’s Delight          |
| 1971 | The Rolling Stones       | Sticky Fingers            |
| 1971 | The Savage Rose          | Refugee                   |
| 1972 | The Rolling Stones       | Exile on Main St.         |
| 1972 | Kracker                  | La Familia                |
| 1972 | Bobby Whitlock           | Raw Velvet                |
| 1973 | The Rolling Stones       | Goats Head Soup           |
| 1973 | Kracker                  | Kracker Brand             |
| 1975 | Locomotiv GT             | All Aboard                |
| 1979 | Trapeze                  | Hold On                   |
| 1979 | Motörhead                | Overkill                  |
| 1979 | Motörhead                | Bomber                    |
| 1980 | Plasmatics               | New Hope for the Wretched |
| 1983 | Johnny Thunders          | In Cold Blood             |
| 1991 | Primal Scream            | Screamadelica             |

## Musikalische Beiträge
Jimmy Miller spielte selbst Schlagzeug und lieferte bei seinen Produktionen gelegentlich einen Percussion-Beitrag, insbesondere für die Rolling Stones.
- Begleitgesang: Sympathy for the Devil (1968)
- Percussion: Family (1968)
- Kuhglocke: Honky Tonk Women (1969)
- Schlagzeug: You Can’t Always Get What You Want (1969)
- Percussion: Gimme Shelter (1969)
- Percussion: Monkey Man (1969)
- Percussion: Can’t You Hear Me Knocking (1971)
- Schlagzeug: Happy (1972)
- Schlagzeug: Shine a Light (1972)
- Schlagzeug: Tumbling Dice (1972)
- Percussion: All Down the Line (1972)
- Percussion: I Just Want to See His Face (1972)
- Percussion: Loving Cup (1972)
- Percussion: Sweet Black Angel (1972)